# ピュリッツ条約
ピュリッツ条約（ピュリッツじょうやく、ドイツ語: Vertrag von Pyritz）は、1493年3月26日と28日に締結された、ポメラニア公国の法的地位と継承に関するグライフ家とホーエンツォレルン家の条約。
ホーエンツォレルン家のブランデンブルク選帝侯ヨハン2世が3月26日にピュリッツ（現ポーランド領ピジツェ）でポメラニア公国を封土とする主張を取り下げ、その代償としてポメラニア公ボギスラフ10世は、3月28日にケーニヒスベルク（現ロシア領カリーニングラード）でグライフ家が断絶した場合のブランデンブルクの継承権を認めた。
条約はボギスラフ10世の外交政策で最も重大な成果であった。ピュリッツ条約は1529年のグリムニッツ条約で修正、再確認された。

## 背景
15世紀、ブランデンブルク選帝侯領とポメラニア公国間の長きにわたる紛争が再び勃発した。ホーエンツォレルン家のブランデンブルク選帝侯領がポメラニア公国を自国の封土であると主張、一方のグライフ家は帝国直属と主張した。また国境紛争も抱えており、たびたび戦争にも発展した。

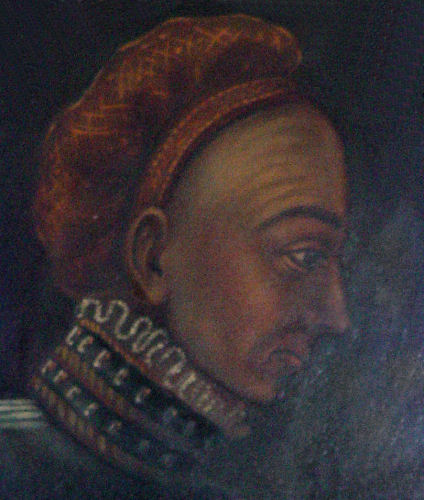
ポメラニア公ボギスラフ10世

1464年、ポメラニア公オットー3世が死去したことで紛争が激化した。彼の領地であるポンメルン＝シュテッティンに継承者がいなかったのである。グライフ家での親族もホーエンツォレルン家も継承権を主張した。結果としては両家が妥協し、1466年のゾルディン条約ではグライフ家がブランデンブルクの封土としてポンメルン＝シュテッティンを統治することが定められた。
しかし、条約は履行されず、両家は戦争を選んだ。戦争は1472年のプレンツラウ条約で一時的に終結、グライフ家が領土を割譲、ブランデンブルクを宗主と認め、さらにブランデンブルクの継承権を受け入れなければならなかった。しかし、戦争は完全には終結せず1477年に再び勃発した。戦争はブランデンブルクに有利な形で終結、ポメラニア諸公が1464年、1474年、1478年に相次いで死去したこともあり唯一存命していたポメラニア公ボギスラフ10世は1479年のプレンツラウ条約で1472年の条約を承認、更新した。
ボギスラフ10世は1479年にブランデンブルク選帝侯アルブレヒト3世に忠誠を誓ったが、その息子ヨハン2世が選帝侯に即位したときは忠誠の誓いを拒否した。ブランデンブルク選帝侯フリードリヒ2世の娘で1477年にボギスラフ10世と結婚したマルガレーテ・フォン・ブランデンブルクはいとこにあたるヨハン2世と良好な関係を維持したにもかかわらず夫の行動を支持した。しかし、ボギスラフ10世とマルガレーテの間に子供は生まれず、ボギスラフ10世はマルガレーテが懐妊を防ぐために何かしたと疑った（プレンツラウ条約に基づき、グライフ家が断絶した場合はブランデンブルクがポメラニア公国を継承する）。マルガレーテが1489年に死去すると、ボギスラフは翌年にポーランド王家のアンナ・ヤギェロンカと結婚した。ピュリッツ条約が締結された時点でアンナは妊娠していたものの、継承者となる男子はまだ生まれていなかった。

## 条約の内容
ブランデンブルク選帝侯ヨハン2世はグライフ家がポメラニア公国を封土としてホーエンツォレルン家から受け取らなくてもよいことと、ポメラニア公がブランデンブルク選帝侯に忠誠を誓わなくてもよいことを受け入れた。その代償として、ポメラニア公ボギスラフ10世はグライフ家が断絶した場合のホーエンツォレルン家の継承権を保証した。ヨハン2世は1493年3月26日にポメラニアのピュリッツで条約を受け入れ、ボギスラフは28日にプロイセン公国のケーニヒスベルクで条約を受け入れた。ブランデンブルクによるポメラニアの継承権はポメラニアの聖職者と地主150人の宣誓で確認された。

## その後
1493年4月11日のゲオルク1世誕生を皮切りに、ボギスラフ10世とアンナ・ヤギェロンカの間で子供が次々と生まれてきた（2男2女）ため、ブランデンブルクが直近にポメラニアを継承する望みは潰えた。1495年にボギスラフ10世がヴォルムス帝国議会に招かれたとき、ヨハン2世はボギスラフ10世への招待状を途中で奪った。ヨハン2世もボギスラフ10世も議会に出席しなかったものの、ヨハン2世は予め自身の代表である弟がポメラニア公国を正式に封土として受け取るように手を打った。その後、ボギスラフ10世は度々皇帝マクシミリアン1世に連絡し、自身がポメラニア公国を封土として受け取れるよう申し立てた。マクシミリアン1世の後継者カール5世は1521年のヴォルムス帝国議会でポメラニア公国を封土としてヨハン2世の後継者ヨアヒム1世とボギスラフ10世の両方に授け、公国の税金をホーエンツォレルン家とグライフ家から同時に徴収しようとした。しかし、ボギスラフ10世はオーバーザクセン・クライスに組み入れられ、帝国議会で1議席と1票を得た。これはブランデンブルクが1522年にニュルンベルクで反対したにもかかわらずである。

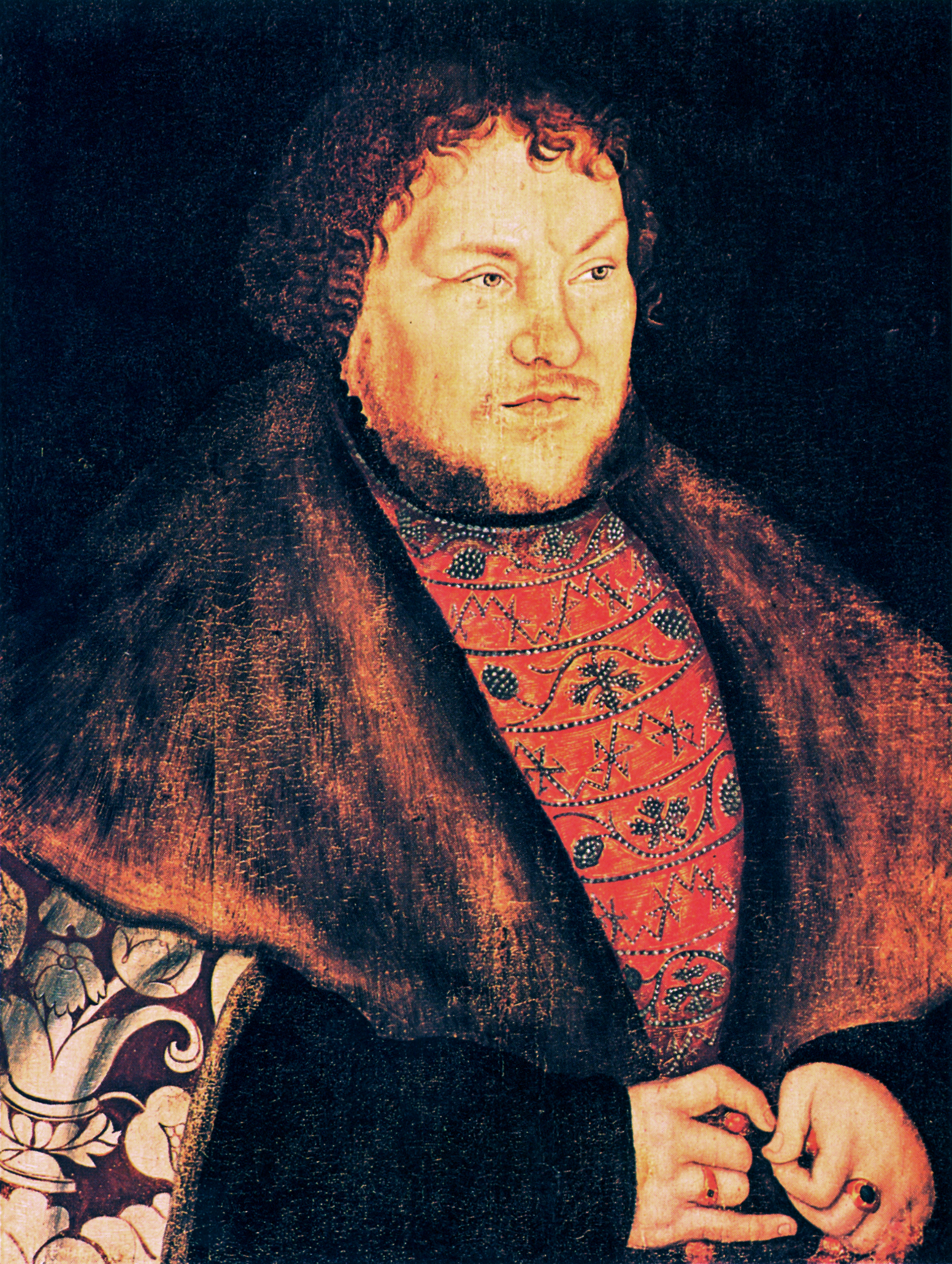
ブランデンブルク選帝侯ヨアヒム1世

ボギスラフ10世が1523年に死去した後も、ブランデンブルク・ポメラニア紛争はヨアヒム1世とボギスラフ10世の息子ゲオルク1世とバルニム11世（2人は共同でポメラニアを統治した）の間で継続したが、この紛争は外交で解決された。1526年、ポメラニア諸公がシュパイアー帝国議会に招かれると、ヨアヒム1世が介入した。ポメラニアの紛争はシュパイアーで討議され、その後は帝国諸侯が紛争を調停した。そして、1529年のグリムニッツ条約でピュリッツ条約が修正、確認され、紛争がようやく解決された。グリムニッツ条約ではポメラニアが帝国直属であると定められたが、ポメラニア公の公式叙任には必ずブランデンブルク選帝侯が出席しなければならず、叙任式の途中にポメラニアの旗に触れることも許可された。さらにブランデンブルク選帝侯はポメラニア公が居合わせていない場合にポメラニア公の称号を使用することも許可された。
1637年にグライフ家最後のポメラニア公ボギスラフ14世が死去したとき、グリムニッツ条約の継承条項が発動されるはずだったが、ボギスラフ14世が1630年にスウェーデンとシュテッティン条約を締結しており、1637年時点でポメラニアが優勢のスウェーデン軍に占領されていたため、ブランデンブルク・ポメラニア戦争はホーエンツォレルン家とスウェーデン王家の間で継続した。